# مظفر زعفرانلو
مظفر زعفرانلو سیاست‌مدار و مدیر ارشد اجرایی ایرانی بود، او متولد شهر بروجرد بود,که در دوره‌های بیست و یکم، بیست و دوم و بیست و سوم مجلس شورای ملی بعنوان نماینده بهبهان از استان خوزستان در مجلس شورای ملی حضور داشت.